# ملعب فيكتوريا
ملعب فيكتوريا هو ملعب متعدد الاستخدام يقع في ولاية اغواسكالينتس المكسيكية . غالبا ما يتم استخدامه لمباريات كرة القدم . يسع الملعب لجلوس 25 ألف متفرج . يعتبر الملعب الرسمي الذي يخوض فيه نادي نيكاكسا مبارياته . تم افتتاح الملعب في 26 يوليو 2003 .